# Gare de Verrey
Gare de Verrey – przystanek kolejowy w Verrey-sous-Salmaise, w departamencie Côte-d’Or, w regionie Owernia-Rodan-Alpy, we Francji.
Jest przystankiem kolejowym Société nationale des chemins de fer français (SNCF), obsługiwanym przez pociągi TER Bourgogne.